# 니만픽 병
니만픽 병(Niemann–Pick disease)은 스핑고마이엘린(sphingomyelin)이 세포 내의 리소좀에 축적되는 심각한 유전적 대사 질환이다. 리소좀을 일반적으로 물질을 세포를 통하여 운반하거나 세포 밖으로 배출한다.
예후는 개별적이지만, 심각한 형태는 유아기에 치명적이며, 몇몇 경우에는 가벼운 형태를 가진 환자는 평범한 일생을 보낼 수도 있다. 이 병은 세포막에서 발견되는 지질인 스핑고질의 비정상적 대사를 포함하므로, 스핑고리피드증의 일종이다. 스핑고리피드증은 결국 더 큰 분류인 리소좀 축적 질환에 포함된다.

## 증상
증상은 스핑고마이엘린이 축적되는 기관에 관계되어 있다. 간, 비장 확장은 식욕 감퇴, 비정상적 팽창, 통증을 유발할 수 있다. 비장 확장은 혈액 내의 낮은 혈소판 수치를 유발할 수 있다.
중추신경계통에 스핑고마이엘린이 쌓이면, 불안정한 걸음걸이(운동 실조), 분명하지 못한 발음, 삼키는 행동의 어려움 등이 나타난다. 대뇌기저핵 기능 장애는 사지, 코, 얼굴의 비정상적인 모습을 유발한다. 뇌간 질환은 서로 맞지 않는 자발적이고 빠른 눈동자 움직임이 나타난다. 더 많이 나타나는, 대뇌피질과 피질하 조직을 포함하는 질환은 치매와 발작을 일으키는 지적 능력의 점진적 상실을 유발한다.

## 관련 작품
- 오 마이 금비

## 같이 보기
- 고셔병